# 施莱明
施莱明是德国梅克伦堡-前波美拉尼亚州的一个市镇。总面积21.83平方公里，总人口297人，其中男性149人，女性148人（2011年12月31日），人口密度14人/平方公里。